# Xylosma cordata
Xylosma cordata là một loài thực vật có hoa trong họ Liễu. Loài này được (Kunth) Gilg miêu tả khoa học đầu tiên năm 1925.